# Шестниковская
Шестниковская — деревня в Вельском районе Архангельской области. Входит в состав муниципального образования «Верхнеустькулойское». Имеет местное неофициальное название Петрово.

## География
Деревня расположена в южной части Архангельской области, в таёжной зоне, в пределах северной части Русской равнины, в 46 километрах на юго-восток от города Вельска, на левом берегу реки Кулой(приток Ваги) при впадении притока Моленьга. Ближайшие населённые пункты: на северо-западе деревня Лиходиевский Погост.
Часовой пояс
Шестниковская, как и вся Архангельская область, находится в часовой зоне МСК (московское время). Смещение применяемого времени относительно UTC составляет +3:00.

## Население
| 2002 | 2010 | 2012 | 2014 |
| ---- | ---- | ---- | ---- |
| 54   | ↘34  | ↗42  | ↗44  |

## История
Указана в «Списке населённых мест по сведениям 1859 года» в составе Вельского уезда(2-го стана) Вологодской губернии под номером «2558» как «Шестниковская(Петрова)». Насчитывала 11 дворов, 32 жителя мужского пола и 33 женского. Также в деревне указан 1 завод..
В материалах оценочно-статистического исследования земель Вельского уезда упомянуто, что в 1900 году в административном отношении деревня входила в состав Лиходиевского сельского общества Кулойско-Покровской волости. На момент переписи в селении Шестниковское(Петрово) находилось 15 хозяйств, в которых проживало 57 жителей мужского пола и 57 женского.